# Приходько, Юрий Викторович
Юрий Викторович Приходько (15 ноября 1953, Сталинабад — 26 июля 2001, Сан-Диего, Калифорния) — советский лётчик-испытатель, российский космонавт-испытатель Отраслевого комплекса подготовки космонавтов-испытателей ЛИИ имени М. М. Громова, майор авиации.

## Биография

### Ранние годы
Юрий Приходько родился 15 ноября 1953 года в городе Сталинабад (ныне Душанбе), Таджикская ССР в семье горного инженера Виктора Владимировича Приходько (1920-1972) и врача Марии Ивановны Приходько (1924-1979). В 1970 году он окончил среднюю школу № 1 города Губкин Белгородской области РСФСР, затем работал лаборантом НИИ Курской магнитной аномалии в Губкине. 

### Военная служба
С 1971 года — в Советской Армии. Окончил в 1975 году Качинское высшее военное авиационное ордена Ленина Краснознаменное училище летчиков имени А. Ф. Мясникова. Служил в училище лётчиком-инструктором. С 1985 — в запасе.

### Лётно-испытательная работа
В 1986 году окончил годичный курс обучения в Школе летчиков-испытателей Министерства авиационной промышленности СССР. Работал в ЛИИ, участвовал в прочностных испытаниях отдельных элементов самолетов Су-27, МиГ-25 и МиГ-29 и их двигателей.

### Космическая подготовка и программа «Буран»
В 1988 году он был отобран для работы в рамках советской космической программы «Буран» — Буран 2.01. 17 октября 1988 года он прошел врачебно-экспертную комиссию (ВЭК) в Институте медико-биологических проблем (ИМБП). 21 октября 1988 года получил заключение Главной медицинской комиссии о допуске к спецтренировкам.
25 января 1989 года Государственная межведомственная комиссия (ГМВК) рекомендовала его кандидатуру для зачисления на должность космонавта-испытателя. 22 марта 1989 года согласно приказу Министерства авиационной промышленности СССР № 126 переведен в Отраслевой комплекс подготовки космонавтов-испытателей (ОКПКИ) и назначен кандидатом в космонавты.
В 1989 году приступил к общекосмической подготовке в Центре подготовки космонавтов имени Ю. А. Гагарина. В 1991 году, был назначен на должность космонавта-испытателя ЛИИ.
В 1989 году окончил вечернее отделение Жуковского филиала Московского авиационного института (МАИ) по специальности «инженер-системотехник».
С 1990 по 1992 год принимал участие в испытаниях и отработке системы управления орбитального корабля «Буран»
на летающих лабораториях Ту-154 и МиГ-25.
Жил в городе Жуковский Московской области. В апреле 1994 года уволился из отряда космонавтов по собственному желанию и переехал в США, где жил в городе Сан-Диего.

### Смерть
Юрий Викторович Приходько умер 25 июля 2001 года в Сан-Диего после тяжёлой болезни. Он похоронен на кладбище Островцы Раменского района Московской области.